# Français (1901)
Français (Q11) – francuski okręt podwodny z początku XX wieku, druga jednostka typu Morse. Okręt został zwodowany 29 stycznia 1901 roku w stoczni Arsenal de Cherbourg, a do służby w Marine nationale wszedł w roku następnym. Jednostka służyła na wodach kanału La Manche, a z listy floty została skreślona w marcu 1914 roku.

## Projekt i budowa
Okręt został zaprojektowany przez inż. Gastona Romazzottiego. W przeciwieństwie do prototypu, jednostka posiadała konstrukcję stalową. Projekt wykorzystywał najlepsze cechy pionierskich konstrukcji „Gymnôte” i „Gustave Zédé”, plasując się wielkością między nimi. Fundusze na budowę okrętu pochodziły z narodowej publicznej zbiórki pieniędzy zorganizowanej przez dziennik „Le Matin” podczas konfliktu o Faszodę. Początkowy koszt okrętu wyniósł 32 972 £.
„Français” zbudowany został w Arsenale w Cherbourgu. Stępkę okrętu położono w 1900 roku, został zwodowany 29 stycznia 1901 roku, a do służby w Marine nationale przyjęto go w 1901 roku. Jednostka otrzymała numer burtowy Q11.

## Dane taktyczno–techniczne
„Français” był niewielkim okrętem podwodnym o konstrukcji jednokadłubowej. Długość całkowita wynosiła 36,7 metra, szerokość 2,7 metra i zanurzenie 2,8 metra. Wyporność w położeniu nawodnym wynosiła 147 ton, a w zanurzeniu 160 ton. Okręt napędzany był na powierzchni i pod wodą przez silnik elektryczny Sautter-Harlé o mocy 307 koni mechanicznych (KM). Jednośrubowy układ napędowy pozwalał osiągnąć prędkość 10,1 węzła na powierzchni i 8,3 węzła w zanurzeniu. Zasięg wynosił 135 Mm przy prędkości 6 węzłów w położeniu nawodnym oraz 97 Mm przy prędkości 4,3 węzła pod wodą. Dopuszczalna głębokość zanurzenia wynosiła 30 metrów.
Okręt wyposażony był w trzy wyrzutnie torped kalibru 450 mm: jedną wewnętrzną na dziobie oraz dwie zewnętrzne, z łącznym zapasem czterech torped.
Załoga okrętu składała się z 13 oficerów, podoficerów i marynarzy.

## Służba
„Français” cały okres swojej służby spędził na wodach kanału La Manche. Jednostkę skreślono z listy floty 26 marca 1914 roku.